# Viktor-von-Xanten-Kirche
Viktor-von-Xanten-Kirche ist der Name folgender Kirchen und Kapellen mit dem Patrozinium des Heiligen Viktor von Xanten oder ist nach ihm benannt: 
- St. Viktor (Damme), Damme, Niedersachsen
- St. Viktor (Dülmen), Dülmen, NRW
- St. Viktor (Guntersblum, evangelisch), Guntersblum, Rheinland-Pfalz
- St. Viktor (Guntersblum, katholisch), Guntersblum, Rheinland-Pfalz
- Pfarrkirche Kematen in Tirol, Kematen, Tirol, Österreich
- St. Viktor (Oberbreisig), Bad Breisig, Rheinland-Pfalz
- St.-Viktor-Kirche (Schwerte), Schwerte, NRW
- St.-Victor-Kirche (Victorbur), Südbrookmerland, Niedersachsen
- Filialkirche St. Viktor und Corona, Unterzarnham, Oberbayern
- St. Viktor (Birten), Xanten, NRW
- St. Viktor (Xanten), auch Stiftskirche St. Viktor, Xanten, NRW